# Gran Premio di superbike di Buriram 2018
Il Gran Premio di superbike di Buriram 2018 è stata la seconda prova su tredici del campionato mondiale Superbike 2018, è stato disputato il 24 e 25 marzo sul circuito di Buriram e in gara 1 ha visto la vittoria di Jonathan Rea davanti a Javier Forés e Chaz Davies, in gara 2 si è imposto Chaz Davies davanti a Michael van der Mark e Alex Lowes.
La vittoria nella gara valevole per il campionato mondiale Supersport 2018 è stata ottenuta da Randy Krummenacher.

## Risultati

### Gara 1

#### Arrivati al traguardo
| Pos. | Nº | Pilota               | Squadra                  | Motocicletta      | Giri | Tempo     | Griglia | Punti |
| ---- | -- | -------------------- | ------------------------ | ----------------- | ---- | --------- | ------- | ----- |
| 1º   | 1  | Jonathan Rea         | Kawasaki Racing          | Kawasaki ZX-10RR  | 20   | 31'24.203 | 1º      | 25    |
| 2º   | 12 | Javier Forés         | Barni Racing             | Ducati Panigale R | 20   | +1.550    | 5º      | 20    |
| 3º   | 7  | Chaz Davies          | Aruba.it Racing - Ducati | Ducati Panigale R | 20   | +2.118    | 9º      | 16    |
| 4º   | 2  | Leon Camier          | Red Bull Honda           | Honda CBR1000RR   | 20   | +2.981    | 3º      | 13    |
| 5º   | 22 | Alex Lowes           | Pata Yamaha              | Yamaha YZF R1     | 20   | +7.258    | 6º      | 11    |
| 6º   | 66 | Tom Sykes            | Kawasaki Racing          | Kawasaki ZX-10RR  | 20   | +7.501    | 2º      | 10    |
| 7º   | 60 | Michael van der Mark | Pata Yamaha              | Yamaha YZF R1     | 20   | +8.500    | 10º     | 9     |
| 8º   | 33 | Marco Melandri       | Aruba.it Racing - Ducati | Ducati Panigale R | 20   | +10.184   | 7º      | 8     |
| 9º   | 50 | Eugene Laverty       | Milwaukee Aprilia        | Aprilia RSV4 RF   | 20   | +11.072   | 8º      | 7     |
| 10º  | 81 | Jordi Torres         | MV Agusta Reparto Corse  | MV Agusta 1000 F4 | 20   | +11.178   | 4º      | 6     |
| 11º  | 76 | Loris Baz            | GULF ALTHEA BMW Racing   | BMW S 1000 RR     | 20   | +24.062   | 15º     | 5     |
| 12º  | 32 | Lorenzo Savadori     | Milwaukee Aprilia        | Aprilia RSV4 RF   | 20   | +24.632   | 11º     | 4     |
| 13º  | 36 | Leandro Mercado      | Orelac Racing VerdNatura | Kawasaki ZX-10RR  | 20   | +26.114   | 13º     | 3     |
| 14º  | 40 | Román Ramos          | GoEleven Kawasaki        | Kawasaki ZX-10RR  | 20   | +26.142   | 16º     | 2     |
| 15º  | 54 | Toprak Razgatlıoğlu  | Kawasaki Puccetti Racing | Kawasaki ZX-10RR  | 20   | +26.320   | 12º     | 1     |
| 16º  | 68 | Yonny Hernández      | Pedercini Racing         | Kawasaki ZX-10RR  | 20   | +30.665   | 18º     |       |
| 17º  | 99 | Patrick Jacobsen     | TripleM Honda            | Honda CBR1000RR   | 20   | +32.625   | 17º     |       |
| 18º  | 45 | Jacob Gagne          | Red Bull Honda           | Honda CBR1000RR   | 20   | +38.752   | 14º     |       |

#### Ritirato
| Nº | Pilota       | Squadra           | Motocicletta  | Giri | Griglia |
| -- | ------------ | ----------------- | ------------- | ---- | ------- |
| 37 | Ondřej Ježek | Guandalini Racing | Yamaha YZF R1 | 16   | 19º     |

### Gara 2

#### Arrivati al traguardo
| Pos. | Nº | Pilota               | Squadra                  | Motocicletta      | Giri | Tempo     | Griglia | Punti |
| ---- | -- | -------------------- | ------------------------ | ----------------- | ---- | --------- | ------- | ----- |
| 1º   | 7  | Chaz Davies          | Aruba.it Racing - Ducati | Ducati Panigale R | 20   | 31'23.406 | 9º      | 25    |
| 2º   | 60 | Michael van der Mark | Pata Yamaha              | Yamaha YZF R1     | 20   | +2.185    | 10º     | 20    |
| 3º   | 22 | Alex Lowes           | Pata Yamaha              | Yamaha YZF R1     | 20   | +3.884    | 6º      | 16    |
| 4º   | 1  | Jonathan Rea         | Kawasaki Racing          | Kawasaki ZX-10RR  | 20   | +6.554    | 1º      | 13    |
| 5º   | 12 | Javier Forés         | Barni Racing             | Ducati Panigale R | 20   | +8.973    | 5º      | 11    |
| 6º   | 2  | Leon Camier          | Red Bull Honda           | Honda CBR1000RR   | 20   | +10.647   | 3º      | 10    |
| 7º   | 33 | Marco Melandri       | Aruba.it Racing - Ducati | Ducati Panigale R | 20   | +17.523   | 7º      | 9     |
| 8º   | 54 | Toprak Razgatlıoğlu  | Kawasaki Puccetti Racing | Kawasaki ZX-10RR  | 20   | +21.618   | 12º     | 8     |
| 9º   | 32 | Lorenzo Savadori     | Milwaukee Aprilia        | Aprilia RSV4 RF   | 20   | +25.345   | 11º     | 7     |
| 10º  | 99 | Patrick Jacobsen     | TripleM Honda            | Honda CBR1000RR   | 20   | +27.076   | 17º     | 6     |
| 11º  | 68 | Yonny Hernández      | Pedercini Racing         | Kawasaki ZX-10RR  | 20   | +28.668   | 18º     | 5     |
| 12º  | 76 | Loris Baz            | GULF ALTHEA BMW Racing   | BMW S 1000 RR     | 20   | +29.004   | 15º     | 4     |
| 13º  | 40 | Román Ramos          | GoEleven Kawasaki        | Kawasaki ZX-10RR  | 20   | +30.434   | 16º     | 3     |
| 14º  | 45 | Jacob Gagne          | Red Bull Honda           | Honda CBR1000RR   | 20   | +30.527   | 14º     | 2     |

#### Ritirati
| Nº | Pilota          | Squadra                  | Motocicletta      | Giri | Griglia |
| -- | --------------- | ------------------------ | ----------------- | ---- | ------- |
| 36 | Leandro Mercado | Orelac Racing VerdNatura | Kawasaki ZX-10RR  | 18   | 13º     |
| 66 | Tom Sykes       | Kawasaki Racing          | Kawasaki ZX-10RR  | 7    | 2º      |
| 50 | Eugene Laverty  | Milwaukee Aprilia        | Aprilia RSV4 RF   | 4    | 8º      |
| 81 | Jordi Torres    | MV Agusta Reparto Corse  | MV Agusta 1000 F4 | 4    | 4º      |

#### Squalificato
| Nº | Pilota       | Squadra           | Motocicletta  | Giri | Griglia |
| -- | ------------ | ----------------- | ------------- | ---- | ------- |
| 37 | Ondřej Ježek | Guandalini Racing | Yamaha YZF R1 | 5    | 19º     |

### Supersport

#### Arrivati al traguardo
| Pos. | Nº  | Pilota                 | Squadra                          | Motocicletta        | Giri | Tempo     | Griglia | Punti |
| ---- | --- | ---------------------- | -------------------------------- | ------------------- | ---- | --------- | ------- | ----- |
| 1º   | 21  | Randy Krummenacher     | BARDAHL Evan Bros.               | Yamaha YZF R6       | 17   | 27'49.852 | 5º      | 25    |
| 2º   | 144 | Lucas Mahias           | GRT Yamaha                       | Yamaha YZF R6       | 17   | +0.048    | 1º      | 20    |
| 3º   | 64  | Federico Caricasulo    | GRT Yamaha                       | Yamaha YZF R6       | 17   | +1.213    | 3º      | 16    |
| 4º   | 11  | Sandro Cortese         | Kallio Racing                    | Yamaha YZF R6       | 17   | +2.917    | 4º      | 13    |
| 5º   | 99  | Thitipong Warokorn     | CORE Kawasaki Thailand Racing    | Kawasaki ZX-6R      | 17   | +9.100    | 8º      | 11    |
| 6º   | 13  | Anthony West           | EAB antwest Racing               | Kawasaki ZX-6R      | 17   | +11.426   | 6º      | 10    |
| 7º   | 3   | Raffaele De Rosa       | MV Agusta Reparto Corse by Vamag | MV Agusta F3 675    | 17   | +11.583   | 12º     | 9     |
| 8º   | 5   | Ratthapong Wilairot    | Yamaha Thailand Racing           | Yamaha YZF R6       | 17   | +12.188   | 7º      | 8     |
| 9º   | 66  | Niki Tuuli             | CIA Landlord Insurance Honda     | Honda CBR600RR      | 17   | +19.454   | 18º     | 7     |
| 10º  | 81  | Luke Stapleford        | Profile Racing                   | Triumph Daytona 675 | 17   | +20.675   | 10º     | 6     |
| 11º  | 36  | Thomas Gradinger       | NRT                              | Yamaha YZF R6       | 17   | +21.027   | 19º     | 5     |
| 12º  | 4   | Jack Kennedy           | Profile Racing                   | Triumph Daytona 675 | 17   | +22.087   | 14º     | 4     |
| 13º  | 84  | Loris Cresson          | Kallio Racing                    | Yamaha YZF R6       | 17   | +23.863   | 15º     | 3     |
| 14º  | 24  | Decha Kraisart         | Yamaha Thailand Racing           | Yamaha YZF R6       | 17   | +23.887   | 13º     | 2     |
| 15º  | 86  | Ayrton Badovini        | MV Agusta Reparto Corse by Vamag | MV Agusta F3 675    | 17   | +24.206   | 16º     | 1     |
| 16º  | 25  | Azlan Shah Kamaruzaman | Kawasaki Puccetti Racing         | Kawasaki ZX-6R      | 17   | +31.540   | 17º     |       |
| 17º  | 38  | Hannes Soomer          | Racedays                         | Honda CBR600RR      | 17   | +39.533   | 24º     |       |
| 18º  | 94  | Mike Di Meglio         | GMT94 Yamaha                     | Yamaha YZF R6       | 17   | +39.567   | 20º     |       |
| 19º  | 78  | Hikari Ōkubo           | Kawasaki Puccetti Racing         | Kawasaki ZX-6R      | 17   | +40.101   | 9º      |       |
| 20º  | 96  | Andrew Irwin           | CIA Landlord Insurance Honda     | Honda CBR600RR      | 17   | +51.236   | 25º     |       |
| 21º  | 74  | Jaimie van Sikkelerus  | GEMAR Team Lorini                | Honda CBR600RR      | 17   | +54.428   | 22º     |       |
| 22º  | 29  | Ted Collins            | GoEleven Kawasaki                | Kawasaki ZX-6R      | 17   | +56.055   | 26º     |       |

#### Ritirati
| Nº  | Pilota       | Squadra                  | Motocicletta   | Giri | Griglia |
| --- | ------------ | ------------------------ | -------------- | ---- | ------- |
| 16  | Jules Cluzel | NRT                      | Yamaha YZF R6  | 12   | 2º      |
| 111 | Kyle Smith   | GEMAR Team Lorini        | Honda CBR600RR | 5    | 11º     |
| 83  | Lachlan Epis | GoEleven Kawasaki        | Kawasaki ZX-6R | 3    | 21º     |
| 10  | Nacho Calero | Orelac Racing VerdNatura | Kawasaki ZX-6R | 2    | 23º     |